# Karoševina
Karoševina (cyr. Карошевина) – wieś w Serbii, w okręgu zlatiborskim, w gminie Prijepolje. W 2011 roku liczyła 163 mieszkańców.